# تسويوشي كونيدا
تسويوشي كونيدا (باليابانية: 国枝強) (مواليد 18 سبتمبر 1944 في اليابان)، هو لاعب كرة قدم ياباني سابق كان يلعب كلاعب وسط.

## روابط خارجية
- تسويوشي كونيدا على موقع ناشيونال فوتبول تيمز (الإنجليزية)